# Парк имени Анатолия Собино
Парк имени Анатолия Собино — парк культуры и отдыха, который расположен в Железнодорожном районе Ростова-на-Дону. Парк получил своё название в честь революционера Анатолия Собино. Часто сами горожане называют это место скверным сквером. На территории парка сохранилась могила Анатолия Собино, с чем и связано наименование зелёного массива.

## История
Когда-то на месте парка имени Анатолия Собино существовал Ленгородский Сад, который считался главным парком Затемерницкого поселения.

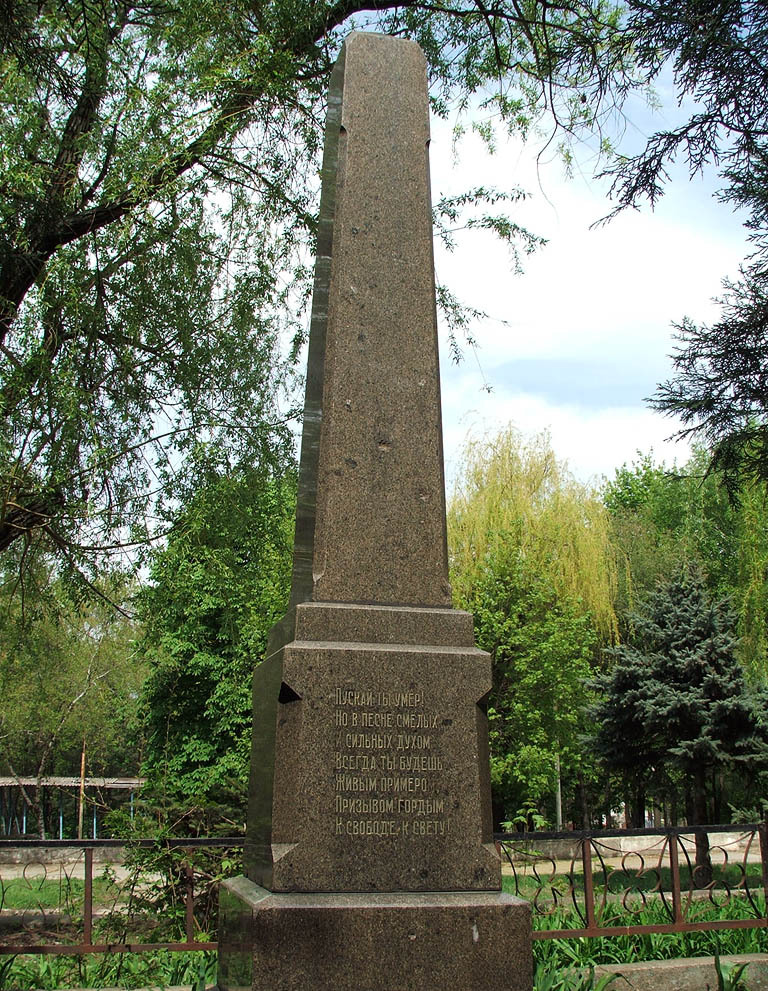
Захоронение Анатолия Собино в парке

Во времена Советского Союза сквер представлял собой небольшой участок зелени. На территории парка располагалось колесо обозрения, детские аттракционы, электрифицированная детская железная дорога с собственным депо, летняя эстрада, кинотеатр под открытым небом и планетарий. В XXI веке многие сооружения на территории парка находятся в аварийном состоянии и нуждаются в реставрации. На всей территории расположены обломки старых зданий, среди которых остатки сценической площадки, которую окружают кирпичи и строительные блоки, а также кирпичная стена. Установленные когда-то лавочки в большем количестве своём уничтожены и поломаны, тротуары — разбиты.
В 2006 году у парка появился статус сквера и он оказался на балансе районной дирекции муниципального имущества и благоустройства. На территории произошли некоторые изменения: аварийные деревья были обрезаны, был проведён частичный демонтаж разрушенных объектов. В мае 2013 года участники инициативной группы стали проводить благоустройство клумб. Ступеньки от центральной аллеи до спортивной площадки, должны были отреставрировать, также провести необходимые работы во восстановлению мемориала Анатолию Собино.
Частичное восстановление парка стало происходить в 2014 году. Здесь началась уборка листвы. Появилась небольшая детская площадка. В конце 2015 года было заявлено, что территория парка имени Анатолия Собино будет облагорожена. Были представлены варианты благоустройства территории, однако на тот момент времени не были выбраны окончательные варианты.